# Château de Monbijou
 (octobre 2012).
Si vous disposez d'ouvrages ou d'articles de référence ou si vous connaissez des sites web de qualité traitant du thème abordé ici, merci de compléter l'article en donnant les références utiles à sa vérifiabilité et en les liant à la section « Notes et références ».
Le château de Monbijou était un château de Berlin qui se trouvait sur la rive Nord de la Spree. Il se trouvait en face de ce qui est aujourd'hui le musée de Bode. Fortement endommagé lors de la Seconde Guerre mondiale, il a été complètement rasé en 1959.

## Historique

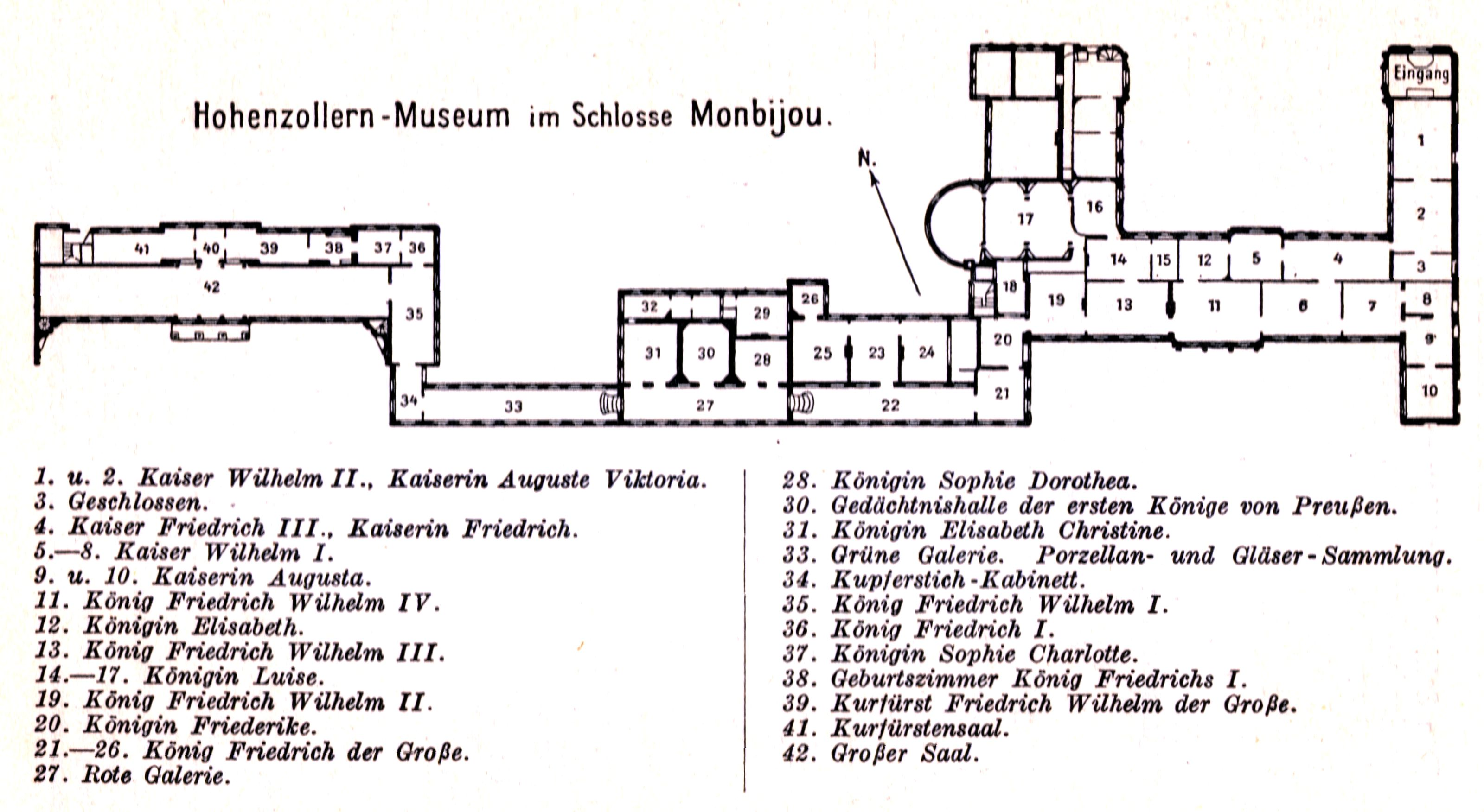
Plan du château de Monbijou.

Le château a été achevé en 1706, sous le règne de Frédéric Ier de Prusse.
À partir de 1712, le château a été la résidence d'été de Sophie-Dorothée de Hanovre, épouse du fils de Frédéric Ier, Frédéric-Guillaume Ier de Prusse.
Comme le château de Monbijou était accessible par bateau depuis le château de Berlin, elle appréciait Monbijou comme lieu pour les bals et les concerts .
En 1717, le tsar de Russie Pierre le Grand a fait un séjour de deux jours au château Monbijou.
En 1740, dès son accession au pouvoir, Frédéric II a fait rénover et agrandir le château pour sa mère Sophie-Dorothée et une cérémonie de remises des clés eut lieu en 1742.
La reine-mère Sophie-Dorothée est décédée au château en juin 1757, après avoir passé tous les ans les mois d'été à la résidence. Le château a alors été inoccupé pendant quelques années, jusqu'à ce qu'en 1786 l'épouse du roi Frédéric-Guillaume II, la reine Frédérique-Louise s'y installe.
Monbijou est devenu, après la mort de la reine en 1805 au château, un lieu d'expositions de peintures, de bijoux et de porcelaines des collections royales. En 1877, à l'initiative de l'empereur Guillaume Ier, le château devint le musée Hohenzollern, avec quarante-deux salles accessibles au public.

## Links
- monbijou.etielle.de (de)